# Moissej Lurje
Moissej Iljitj Lurje (ryska: Моисей Ильич Лурье), även känd som Alexander Emel (ryska: Александр Эмель), född 1897 i Hluski rajon, död 25 augusti 1936 i Moskva, var en sovjetisk historiker, översättare och vetenskapsman. Han var medlem av Tysklands kommunistiska parti.

## Biografi
I samband med den stora terrorn greps Lurje i augusti 1936 och åtalades vid den första Moskvarättegången den 19–24 augusti 1936; enligt åtalet hade han tillsammans med andra tillhört en terrororganisation under Trotskijs ledning. Lurje dömdes till döden och avrättades genom arkebusering den 25 augusti 1936. Lurjes och de andra avrättades kroppar kremerades och deras aska begravdes på Donskojs begravningsplats.
Lurje rehabiliterades år 1988.